# Хоронк
Хоронк (вірм. Խորոնք) — село в марзі Армавір, на заході Вірменії. Село розташоване за 5 км на південний захід від міста Вагаршапат, за 2 км на південний захід від села Артімет, за 3 км на північний захід від села Грибоєдов та за 2 км на схід від села Араташен. Сільська церква була збудована у 1880 р.